# BodaNova

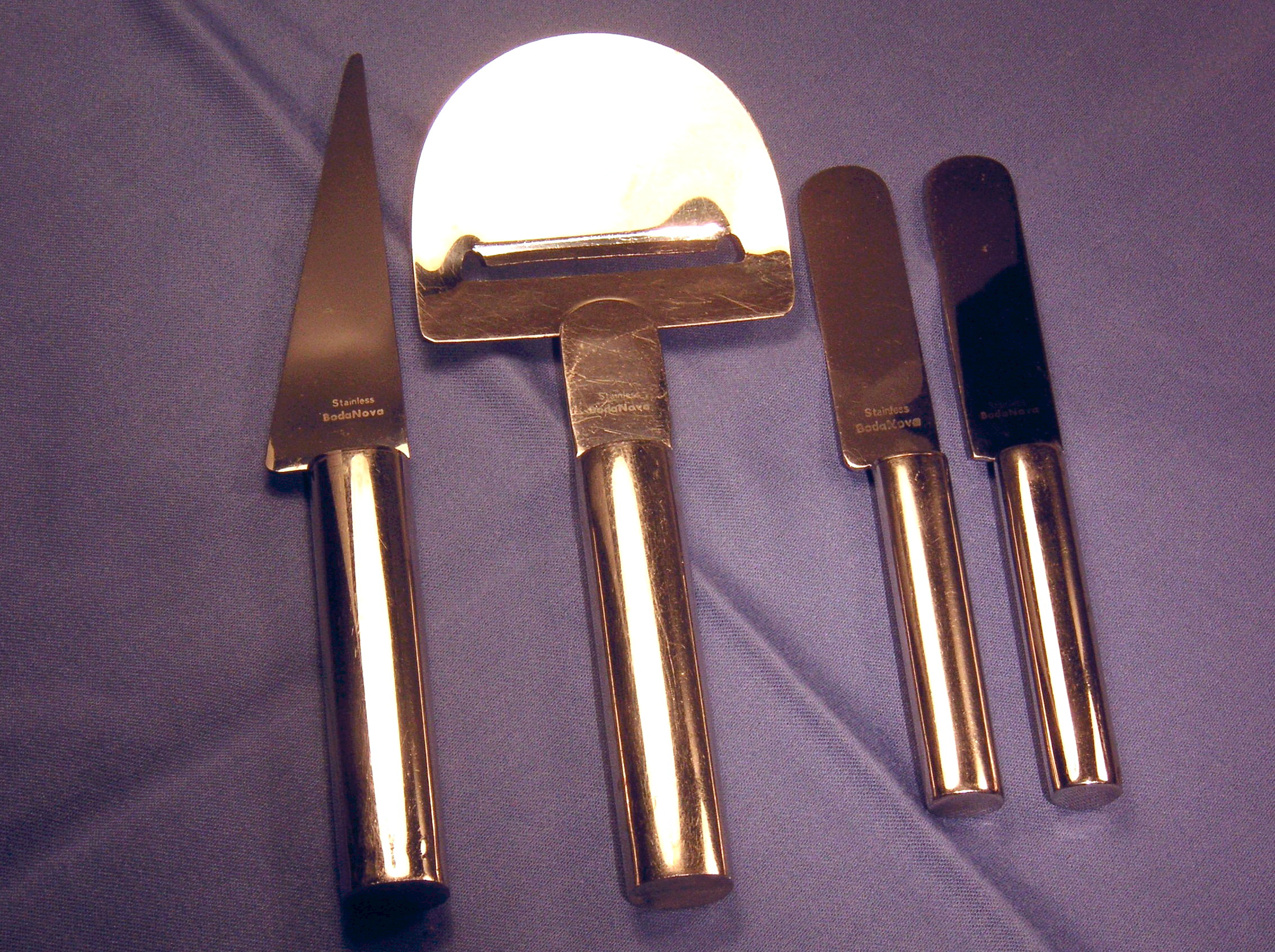
BodaNovas Edelstahl-Besteck aus den 1980er Jahren.

BodaNova ist ein schwedisches Unternehmen, das Küchen- und Haushaltsgegenstände herstellt, die Firma hat ihren Sitz im südschwedischen Höganäs.
BodaNova wurde 1971 im Ort Boda glasbruk in Småland vom damaligen Chef der Glashütte Kosta Boda, Erik Rosén, gegründet. Zu seiner Seite hatte er die Designer Signe Persson-Melin und Mikael Björnstjerna sowie den Grafik-Designer John Melin, Signe Persson-Melins Ehemann. Deren Idee war es, wohl gestaltete Produkte einfacher Eleganz für Küche und Haushalt zu entwerfen und herzustellen. BodaNovas schlichte Gläser, Geschirre und Bestecke erregten internationale Aufmerksamkeit, als sie zum ersten Mal im Jahr 1971 präsentiert wurden. Viele von BodaNovas Produkten wurden im Laufe der Jahre Design-Klassiker.
Seit Ende der 1980er Jahre änderte sich die Struktur der Firma mehrmals. Im Jahr 1988 kaufte BodaNova den Keramikhersteller Höganäs Keramik AB und die Geschäftsleitung zog nach Höganäs und seit 2002 ist BodaNova zusammen mit u. a. Hackman, Arabia und Rörstrand ein Teil der finnischen Iittala Group in Iittala (Hämeenlinna).
Produkte der Firma BodaNova finden sich heute in zahlreichen Designmuseen, wie dem Museum für Angewandte Kunst Köln, dem Finnish Glass Museum oder dem British Museum.

## Quelle
- BodaNovas Webseite über die Geschichte der Firma (Memento vom 11. August 2010 im Internet Archive) (schwedisch)